# Струмик (Нижньосілезьке воєводство)
Струмик (пол. Strumyk) — село в Польщі, у гміні Ґура Ґуровського повіту Нижньосілезького воєводства.
Населення — 107 осіб (2011).
У 1975-1998 роках село належало до Лешненського воєводства.

## Демографія
Демографічна структура станом на 31 березня 2011 року:
|          | Загалом | Допрацездатний вік | Працездатний вік | Постпрацездатний вік |
| -------- | ------- | ------------------ | ---------------- | -------------------- |
| Чоловіки | 47      | 13                 | 28               | 6                    |
| Жінки    | 60      | 21                 | 26               | 13                   |
| Разом    | 107     | 34                 | 54               | 19                   |